# Andrea Ghiurghi
Andrea Ghiurghi (* 15. September 1966 in Varese) ist ein ehemaliger italienischer Beachvolleyballspieler.

## Karriere
Ghiurghi gewann 1993 mit Dionisio Lequaglie die Bronzemedaille bei der ersten Europameisterschaft. 1996 nahm er mit seinem neuen Partner Nicola Grigolo am olympischen Turnier in Atlanta teil. Dort verloren die beiden Italiener gegen die späteren Goldmedaillengewinner Kiraly/Steffes (USA) und die Norweger Kvalheim/Maaseide und belegten den 13. Platz.
In den nächsten Jahren bildete Ghiurghi ein Duo mit Riccardo Lione. Bei der Weltmeisterschaft 1997 trat er allerdings mit Marco Solustri an und kam nicht über Rang 33 hinaus. Im Jahr 2000 bestritt er sein letztes Open-Turnier. 2005 kam er noch einmal zurück zum Beachvolleyball und spielte einige Satellite- und Challenger-Turniere mit Gianni Mascagna.